# Crossostylis raiateensis
Crossostylis raiateensis là một loài thực vật có hoa trong họ Rhizophoraceae. Loài này được J.W.Moore mô tả khoa học đầu tiên năm 1963.